# پیتو پیروینن
پیتو پیروینن (فنلاندی: Peetu Piiroinen؛ زادهٔ ۱۵ فوریهٔ ۱۹۸۸) اسنوبردسوار اهل فنلاند است.
وی در مسابقات کشوری و بین‌المللی در مجموع برندهٔ ۱ مدال نقره، ۱ مدال برنز شده‌است.